# Христо Анастасов (МПО)
Христо Анастасов Лазаров (на английски: Christ Anastasoff, Крист Анастасов) е български емигрантски деец в Съединените щати, член на Централния комитет на Македонската патриотична организация.

## Биография
Анастасов е роден в 1895 година в костурското село Турие, тогава в Османската империя в патриотично семейство, взело участие в борбите срещу фанариотското духовенство и османската власт. Баща му Анастас (Атанас) Лазаров е деец на ВМОРО, войвода на чета по време на Илинденско-Преображенското въстание, участвала в сражението при Бигла и превземането на Клисура. Завършва българската прогимназия в Лерин.
Емигрира в Америка и се установява в Сейнт Луис, учи история и завършва магистратура във Вашингтонския университет. Анастасов е дългогодишен член на Централния комитет на Македонската патриотична организация и е автор на много книги на македонска тематика. Заедно с Лабро Киселинчев и Христо Низамов организира Информационното бюро към МПО, което се превръща в официален говорител на организацията. Според Вида Боева Христо Анастасов се поставя в услуга на комунистическата власт в България след 1944 година и защитава тезата, че „комунистическият режим в България дошъл по демократичен път“. Той е от групата в МПО, заедно с Христо Лагадинов, Тодор Чукалев, Петър Ацев, Христо Низамов, Иван Лебамов и Георги Лебамов, която се противопоставя срещу авторитаризма на Иван Михайлов и постепенно е изтласкан от ръководните постове на организацията.

## Трудове
- Anastasoff, Christ. The Tragic Peninsula: A history of the Macedonian Movement for Independence since 1878.   St Louis, Blackwell Wielandy Co., 1938.
- Anastasoff, Christ. The Bulgarians, Exposition Press Hickville, New York, 1977.
- "The Macedonian Bulgarians. By the Testimony of Enver-Bey (Pasha) - Turkish National Hero", превод и редакция Христо Анастасов, издание на Македонска патриотична организация в САЩ
- "A Visit To Yugoslav Macedonia", Cincinnati, Ohio, USA, 1957 година
- "The Development of Bulgaria's Nationalistic Consciousness", чернова
- "Balkania Quarterly Magazine", Volume 1, Number 1, Saint Louis, Mo, USA 1967 година
- "Balkania Quarterly Magazine", Volume 1, Number 2, Saint Louis, Mo, USA 1967 година
- "Balkania Quarterly Magazine", Volume 1, Number 3, Saint Louis, Mo, USA 1967 година
- "Balkania Quarterly Magazine", Volume 1, Number 4, Saint Louis, Mo, USA 1967 година
- "Bulgaria's National Struggles", "The Annals of the American Academy of Political and Social Science", Vol. 232: A Challenge to Peacemakers, Philadelphia, USA, 1944
- "Balkania Quarterly Magazine", Volume V, Number 1, Saint Louis, Mo, USA, 1971 година